# スーパーアプリ (企業)
株式会社スーパーアプリ（英: Super Appli, Inc.）は、愛知県に拠点を置くモバイル向けゲームアプリ開発事業を主とする日本のエンターテイメント企業である。経営理念は「世界一の感動創造企業になる」。

## 沿革・受賞歴
- 2010年（平成22年）6月8日 - 会社設立
- 2011年（平成23年）8月 - 『ガドラン★マスター！by GMO』が「GREE Platform 2011年上半期優秀アプリ表彰」において優秀賞を受賞
- 2012年（平成24年）8月 - 『ドラゴンキャバリアー最後の騎士団ー」が「GREE Platform Award – The first half of 2012 – 」において特別賞を受賞
- 2013年（平成25年）
  - 3月 - 『ドラゴンキャバリア －最後の騎士団－』が「GREE Platform Award 2012」において優秀賞を受賞
  - 7月 - 『ソードアート・オンライン エンドワールド』が「GREE Platform Award – The first half of 2013 – 」において優秀賞を受賞
  - 12月 - 新日本有限責任監査法人が主催する雇用創出ランキング『Job Creation 2013』に入賞
- 2014年（平成26年）
  - 1月 - 中古スポーツ自転車買取販売事業『スーパーサイクル』運営開始
  - 2月 - 『ソードアート・オンライン エンドワールド』が「GREE Platform Award 2013」においてRPG最優秀賞を受賞
  - 6月 - 韓国現地法人Super RGB Studio, Inc. 運営開始
- 2016年（平成28年）
  - 2月 -  名古屋市中区栄より名古屋市中村区のJPタワー名古屋に本社を移転[2]
- 2019年1月 - 名古屋市中村区のJPタワー名古屋より名古屋市中区のセントラルビルに本社を移転[3]

## 開発ゲーム
※現在は配信終了したものもあり。
- ガドラン★マスター! by GMO
- ドラゴンキャバリア -最後の騎士団-
- 龍忍伝
- タイムハンター
- ゾイド -鋼の絆-
- Dragon Cavalier -The Last Regiment-
- ソードアート・オンライン エンドワールド
- 神殺しの暗黒騎士
- コードギアス 戦渦の天秤(ライブラ)
- メテオスクールガール
- モンスターズレストラン
- 戦略仮装課 サモンガール
- ソウルズアルケミスト

## 関連会社
- 韓国現地法人Super RGB Studio, Inc.[1]